# Míreč
Míreč je malá vesnice a část obce Lom v okrese Strakonice v Jihočeském kraji. Nachází se asi dva kilometry severně od Lomu. Míreč je také název katastrálního území o rozloze 2,79 km².

## Historie
První písemná zmínka o vesnici pochází z roku 1323.

## Obyvatelstvo
| Rok            | 1869 | 1880 | 1890 | 1900 | 1910 | 1921 | 1930 | 1950 | 1961 | 1970 | 1980 | 1991 | 2001 | 2011 | 2021 |
| -------------- | ---- | ---- | ---- | ---- | ---- | ---- | ---- | ---- | ---- | ---- | ---- | ---- | ---- | ---- | ---- |
| Počet obyvatel | 133  | 165  | 134  | 80   | 116  | 134  | 112  | 72   | 56   | 45   | 25   | 16   | 21   | 15   | 16   |
| Počet domů     | 15   | 16   | 16   | 10   | 15   | 15   | 15   | 14   | 14   | 11   | 10   | 12   | 17   | 9    | 16   |

## Obecní správa
Při sčítání lidu v letech 1850–1889 Míreč byla osadou obce Mužetice v okrese Blatná. V letech 1890–1929 byla osadou obce Lom v okrese Blatná. V letech 1930–1959 byla samostatnou obcí v okrese Blatná. V letech 1960–1974 byla znovu částí obce Lom v okrese Strakonice. Od 1. července 1974 do 23. listopadu 1990 byla částí obce Škvořetice v okrese Strakonice. Od 24. listopadu 1990 je opět částí obce Lom v okrese Strakonice.